# Дендример

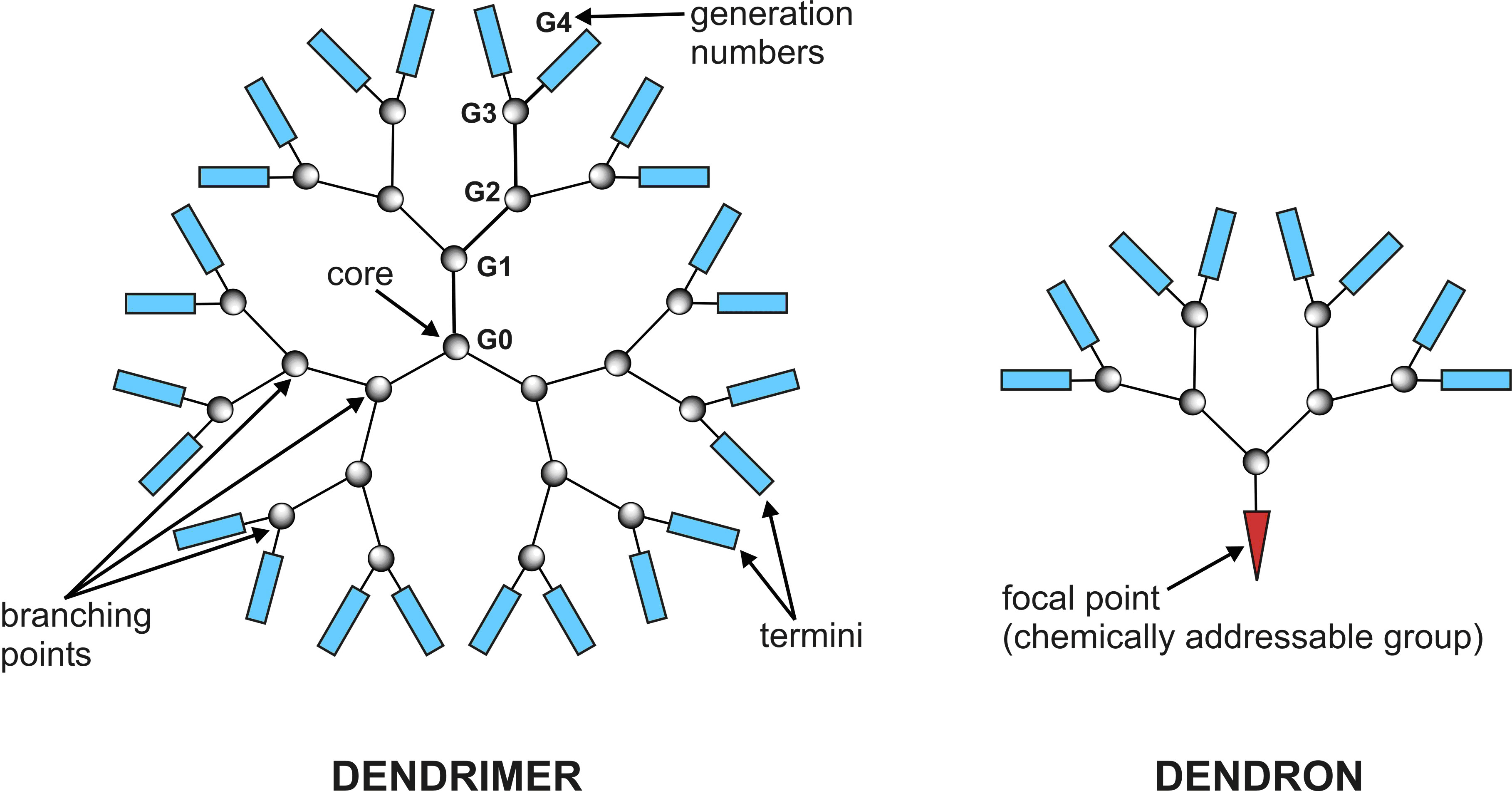
Дендример і окрема його гілка — дендрон (dendron)

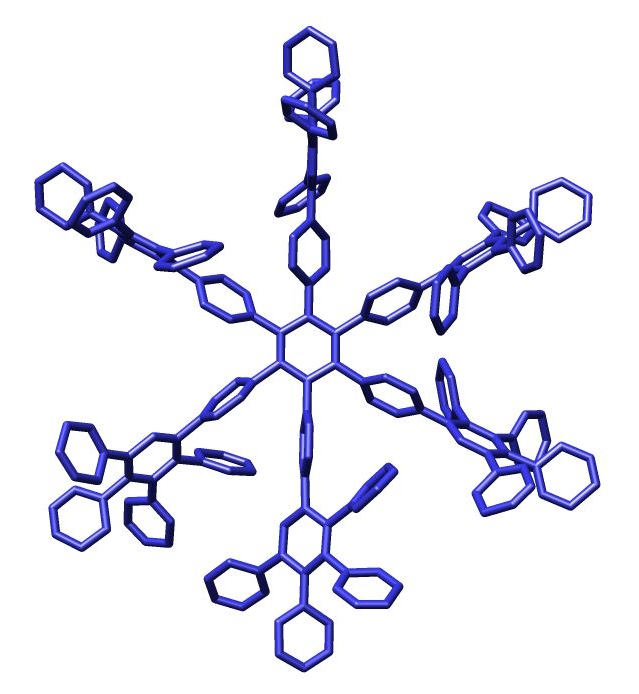
Структура поліфеніленового дендримера.

Дендриме́р (англ. dendrimer) — олігомерна або макромолекулярна сполука, молекули якої мають деревоподібну структуру з великою кількістю дендример-відгалужень, число яких, що далі від центра, то зростає. На відміну від звичайних полімерів, які утворюються внаслідок спонтанної полімеризації, їх отримують одним із двох способів: дивергентного синтезу та конвергентного синтезу.
Такі сполуки широко застосовуються в комбінаторній хімії, де використовується як розчинна підкладка, і в цьому випадку досліджуваний, прикріплений на дендример-підкладці, матеріал може бути ізольований за допомогою об'ємно ексклюзійної хроматографії.
Дендример може також бути прикріпленим до полімера і використаним як тверда підкладка, зі значно збільшеним навантаженням порівняно з початковою смолою.